# Herman Diamand

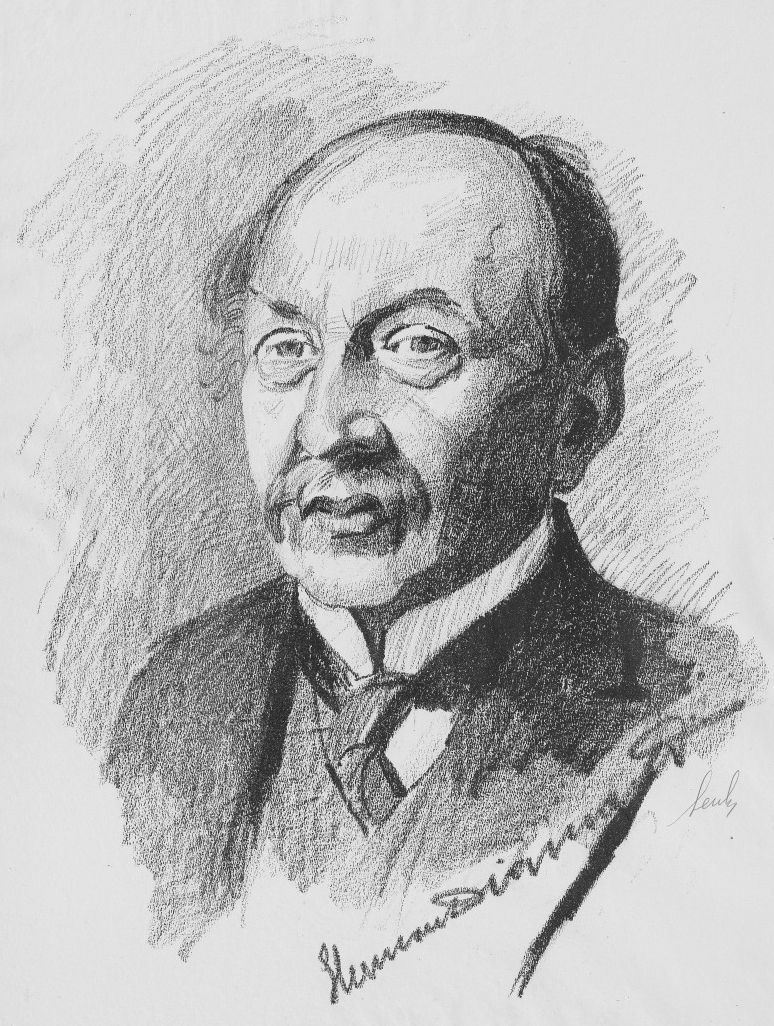
Portret z 1919 autorstwa Stanisława Lentza

Herman Diamand (ur. 30 marca 1860 we Lwowie, zm. 26 lutego 1931 tamże) – polski prawnik i polityk socjalistyczny, poseł do Rady Państwa w Wiedniu XI i XII kadencji, w okresie w II RP poseł na Sejm Ustawodawczy oraz na Sejm I i II kadencji.

## Życiorys
Urodził się w rodzinie mieszczańskiej jako syn Jakuba i Betty (z domu Holländer). Ukończył szkołę realną we Lwowie, po czym studiował na Uniwersytetach Lwowskim i Wiedeńskim oraz w Czerniowieckim, gdzie w 1896 uzyskał doktorat. Już w czasie studiów związał się z ruchem socjalistycznym jako współorganizator Partii Robotniczej w Galicji (październik–listopad 1890). Zasiadał w jej kierownictwie do 1919 (od 1897 ugrupowanie działało jako Polska Partia Socjalno-Demokratyczna Galicji i Śląska Cieszyńskiego). Wspierał finansowo prasę i wydawnictwa partyjne. Od 1904 do 1931 reprezentował socjalistów polskich z trzech zaborów we władzach II Międzynarodówki i Socjalistycznej Międzynarodówki Robotniczej. Podzielał stanowisko Ignacego Daszyńskiego w kwestii m.in. demokratyzacji stosunków galicyjskich, modernizacji gospodarczej kraju, ewolucyjnej realizacji celów socjalistycznych, odzyskania niepodległości, asymilacji Żydów. Popierał działalność militarno-polityczną Józefa Piłsudskiego. Od 1907 do 1918 posłował do wiedeńskiej Rady Państwa. Podczas kadencji zyskał rozgłos i uznanie jako znawca spraw gospodarczych i prawniczych. W 1914 roku był członkiem Naczelnego Komitetu Narodowego. Był członkiem Komisji Sejmowo-Konstytucyjnej Tymczasowej Rady Stanu. 
W grudniu 1918 został powołany w skład Polskiej Komisji Likwidacyjnej, gdzie kierował wydziałem górniczym. Zabiegał u socjalistów francuskich i brytyjskich o poparcie starań Polski w sprawie Śląska. Uczestniczył w delegacji polskiej na rokowania handlem z Niemcami (od 1924 do 1928) i na Konferencję Genewską (1927). Był aktywnym działaczem Polskiej Partii Socjalistycznej, sprawując w jej kierownictwie funkcję członka Centralnego Komitetu Wykonawczego (od 1919 do 1926) oraz członka, wiceprzewodniczącego i przewodniczącego Rady Naczelnej (od 1919 do 1930). Uchodził za znawcę praktyki parlamentarnej i spraw finansowo-gospodarczych. Publikował artykuły na łamach polskiej i zagranicznej prasy socjalistycznej, m.in. Naprzodu, „Prawa Ludu”, Robotnika, „Arbeiterzeitung”, „Jüdische Volkstime”.
Zmarł 26 lutego 1931 na atak serca. 1 marca 1931 został pochowany na cmentarzu żydowskim we Lwowie.